# Personaggi di Code Geass: Lelouch of the Rebellion

Lelouch e Suzaku con il Lancelot

Questa è la lista dei personaggi di Code Geass: Lelouch of the Rebellion e del suo seguito Code Geass: Lelouch of the Rebellion R2, serie televisive anime create dallo studio Sunrise, dirette da Gorō Taniguchi, scritte da Ichirō Ōkouchi e con il character design delle CLAMP. Gli stessi personaggi compaiono anche in diverse opere derivate, sebbene non sempre nello stesso ruolo.

## Personaggi principali

### Lelouch Vi Britannia
Il protagonista della storia. Rinnegato Principe del Sacro Impero britanno, Lelouch Vi Britannia (ルルーシュ・ヴィ・ブリタニア?, Rurūshu Vui Buritania) ha assunto il nome Lelouch Lamperouge (ルルーシュ・ランペルージ?, Rurūshu Ranperūji) dopo essere stato esiliato in Giappone insieme alla sorella minore Nunnally, in seguito alla morte della loro madre Marianne. Lelouch cova rancore nei confronti del padre, l'Imperatore Charles, visto che questo non protesse Marianne, si dimostrò disinteressato nei confronti di Nunnally, rimasta coinvolta nell'assassinio della madre, e usò i due figli come pedine politiche esiliandoli, durante la crisi diplomatica tra il Governo nipponico e l'Impero di Britannia, che, scoppiata la guerra, annesse dopo la vittoria il Giappone al proprio territorio. Conservando l'odio per l'Impero, con l'aiuto del Geass ottenuto da C.C. Lelouch decide di guidare la resistenza dei terroristi nipponici sotto l'identità di Zero (ゼロ?), per distruggere il nemico comune, e fonda l'Ordine dei Cavalieri Neri, i paladini della giustizia. Lelouch è un ottimo stratega, e si dimostra superiore ai comandanti nemici, nonché in grado di ribaltare una situazione complicata a suo favore. Sacrifica senza scrupoli vite innocenti per realizzare i propri progetti, volti per il bene di Nunnally, la persona più importante per lui, a trasformare il mondo in un posto migliore, e alla vendetta. Il suo migliore amico, il giapponese Suzaku, conosciuto durante l'infanzia dopo l'esilio in Giappone, diviene il suo peggior nemico, pur restando l'individuo di cui egli maggiormente si fida. Lelouch ricambia i sentimenti amorosi di C.C., Kallen e Shirley, e la prima gli rimarrà a fianco. Costretto ad abbandonare i Cavalieri Neri, che hanno scoperto la vera identità di Zero, verso la fine della storia, eliminato il padre il protagonista si autoproclama Imperatore di Britannia, instaurando un regime assolutistico ed espandendo il suo Impero, intento ad interpretare il ruolo del nemico della pace. Divenuto il padrone del mondo, viene ucciso pubblicamente, come da lui deciso, da Suzaku, da questo momento nascosto dietro la maschera di Zero, un personaggio che rappresenta la giustizia. Con la sua morte, libera il mondo dall'odio e, perciò, dopo averlo distrutto, lo ricostruisce. Il personaggio di Lelouch è doppiato in giapponese da Jun Fukuyama e Sayaka Ōhara (da bambino), in italiano da Massimiliano Alto, Manuel Meli (da bambino) e Federico Bebi (da bambino nei Picture Dramas).

### Suzaku Kururugi
Il personaggio principale dopo il protagonista Lelouch. Suzaku Kururugi (枢木 スザク?, Kururugi Suzaku) è un cittadino giapponese, figlio del deceduto Primo Ministro del Giappone. È stato il primo amico di Lelouch, ma in seguito le loro strade si sono divise, in quanto Suzaku ha deciso di arruolarsi nell'esercito come Britanno onorario per cercare di cambiare l'Impero dall'interno, mentre Lelouch ha continuato a sostenere che l'unico modo per abbattere la patria britanna fosse la forza. Disapprovando i metodi di Zero, Suzaku si scontra più volte con lui, senza sapere che quello è in realtà Lelouch, a sua volta ignaro, per gran parte della prima stagione, che Suzaku è il pilota del temibile Lancelot. Lelouch desidera che l'amico divenga il Cavaliere della sorella Nunnally, la quale ha un debole per Suzaku, ma quest'ultimo viene scelto come Cavaliere personale dalla Principessa Euphemia, che sarà il grande amore del giovane Kururugi. Suzaku non riesce poi a perdonare a Zero l'uccisione di Euphemia, e, scoperta la sua vera identità, lo consegna all'Imperatore Charles, ottenendo in cambio il titolo di Knight of Rounds. Ottimo combattente e dall'immenso spirito di sacrificio, Suzaku spesso si getta nella mischia incurante del pericolo. Lelouch emana su di lui il Geass con l'ordine di vivere a qualsiasi costo, un comando che salva il Britanno onorario in diversi frangenti. Suzaku è costantemente attanagliato dai dubbi, diviso tra il debito d'onore contratto con Zero quando questi gli salvò la vita e il desiderio di ucciderlo per vendicare Euphemia. Alla fine, pur di sventare la guerra e impedire che "l'Area 11 diventi di nuovo un campo di battaglia", il giovane Kururugi si dice disposto ad unire le sue forze con quelle di Lelouch — non sentendosi però disposto a perdonarlo. Infine, dato per morto, continuerà la sua vita dietro la maschera di Zero, accettando di sacrificarsi per la felicità degli altri e pagando così per i suoi sbagli, e resterà al fianco di Nunnally, una delle poche persone a conoscere la sua identità insieme, per esempio, a Lloyd e Cecile, da tempo innamorata di Suzaku. Suzaku è doppiato in giapponese da Takahiro Sakurai e da Akeno Watanabe (voce da bambino), in italiano da Davide Perino e da Mattia Nissolino (voce da bambino).

### C.C.
C.C. (シー・ツー?, Shī Tsū, pronuncia "C Two") detiene il Code, con cui ha ottenuto l'immortalità. Stipula un patto con Lelouch, di cui diventa complice, concedendogli il potere del Geass, in cambio egli dovrà esaudire il suo desiderio, ovvero farla morire. La lunga esperienza di vita, che l'ha portata a vivere numerosi momenti difficili, ha reso C.C. un individuo distaccato, con poco interesse verso le altre persone. All'inizio, per lei è importante che Lelouch rimanga in vita solo perché esaudisca il suo desiderio, ma poi si innamora, nonostante avesse ormai rinnegato ogni sua caratteristica umana. In una scena romantica, C.C. dichiara a Lelouch di incontrare per la prima volta un uomo come lui: mai aveva scoperto l'amore, ed è per questo che comincia a riconoscere i sentimenti che già provava da tempo per Lelouch solo verso la fine della serie, nonostante ne avesse già dato prova, per esempio con la gelosia nascosta, baciando il ragazzo in un momento di preoccupazione per lui o rinunciando alla morte per opera dell'Imperatore Charles dopo che il protagonista aveva scoperto il suo desiderio di essere amata. C.C. ha un debole per la pizza, in particolare per quella con formaggio e tabasco della "Pizza Hut". Spesso, infatti, la si vede mangiare o ordinare pizze, talvolta dando luogo a momenti comici. Il personaggio è doppiato da Yukana in giapponese e da Alessia Amendola in italiano.

### Kallen Kozuki
Il suo vero nome è Kallen Stadtfeld (カレン・シュタットフェルト?, Karen Shutattoferuto), ma ella preferisce farsi chiamare con il cognome materno, Kallen Kozuki (紅月カレン?, Kōzuki Karen). Kallen è una mezzosangue, britanna da parte di padre e giapponese da parte di madre. Terrorista della resistenza guidata dal defunto fratello maggiore Naoto, diventa un membro dell'Ordine dei Cavalieri Neri per liberare il Giappone dall'invasione di Britannia, convinta che il leader Zero sarà colui in grado di restituire la libertà ai Giapponesi. Kallen è una delle poche persone a conoscenza dell'identità di Zero, e si innamora di questo nella prima metà della storia, di Lelouch in seguito, dopo aver scoperto che il ragazzo è il vero volto di Zero. È la migliore combattente dell'Ordine dei Cavalieri Neri, ma tende a gettarsi all'attacco senza rifletterci sopra. È doppiata in giapponese da Ami Koshimizu e in italiano da Domitilla D'Amico.

## Famiglia imperiale

### Charles Zi Britannia
Charles zi Britannia (シャルル・ジ・ブリタニア?, Sharuru ji Buritania) è l'Imperatore di Britannia e padre di Lelouch. Questi lo disprezza per non aver mostrato interesse alcuno per l'omicidio della madre né per le ferite riportate dalla sorella, e per aver infine utilizzato entrambi i figli come merce politica inviandoli in Giappone. Uomo estremamente freddo e spietato, è il principale antagonista della prima e di buona parte della seconda serie. Charles è un uomo molto alto, muscoloso e robusto, con lunghi capelli bianchi annodati in stile settecentesco. In quanto Imperatore dispone di numerose consorti, che gli hanno donato altrettanti figli e figlie, che egli ha abilmente collocato in posizioni di rilievo all'interno della nazione.
Dopo la cattura di Lelouch da parte di Suzaku, alla fine della prima serie, il britanno onorario conduce Lelouch al cospetto dell'Imperatore Charles, che usa il suo Geass per riscrivere la memoria di Lelouch, rimuovendo qualsiasi collegamento a Zero, Nunnally e al Geass stesso. In precedenza Charles aveva ottenuto il potere del Geass dal fratello gemello V.V., sottoscrivendo un patto che prevedeva la distruzione degli "dei", intesi come l'insieme dei sentimenti umani collettivi, per poter creare un mondo pacifico e giusto, a scapito, però, delle emozioni e dei sentimenti stessi. In seguito scopre che era stato lo stesso V.V. ad aver ordinato l'assassinio della moglie Marianne, e lo uccide, ottenendo da lui il Code e divenendo così immortale. Si crederà quindi in grado di riuscire ad attuare la Connessione Ragnarök insieme a Marianne, per donare all'umanità, almeno secondo le sue intenzioni, la pace eterna. Tuttavia Lelouch indirizza tramite il suo Geass gli "dèi" contro il Ragnarök, distruggendo di conseguenza anche i suoi genitori. È doppiato da Norio Wakamoto in giapponese e da Pietro Biondi in italiano.

### Marianne Vi Britannia
Marianne Vi Britannia (マリアンヌヴィブリタニア?, Mariannu Vui Buritania) è la quinta moglie di Charles Zi Britannia e Imperatrice di Britannia, nonché madre di Lelouch e Nunnally. Morì in seguito ad un attentato avvenuto durante l'infanzia di Lelouch. A lungo, questo ha imputato la morte di Marianne alle altre mogli dell'Imperatore e ai nobili della corte imperiale, che non vedevano di buon occhio lo status borghese della donna. Alla fine, il giovane giunge a scoprire che la madre venne assassinata da V.V., per gelosia nei confronti del fratello Charles. Istanti prima della sua morte, tuttavia, Marianne riuscì ad usare il suo Geass e a trasferire la sua anima nel corpo di Anya Alstreim, riuscendo a prendere controllo della ragazza in momenti di amnesia della stessa. Sfruttando questo fatto, si dirige dal marito Charles quando questi dà avvio alla Connessione Ragnarök, ma viene uccisa quando Lelouch usa il suo Geass sugli "dèi", che si oppongono quindi a Charles e Marianne uccidendoli. È doppiata in giapponese da Asako Dodo e in italiano da Laura Boccanera.

### Odysseus Eu Britannia
Odysseus Eu Britannia (オデュッセウス・ウ・ブリタニア?, Odyusseusu U Buritania) è il primo principe imperiale in linea di successione. Uomo mite, docile e comprensivo, è molto differente dal padre e non adora particolarmente il suo ruolo. Essendo onesto e poco autoritario, Odysseus preferisce rimanere in seconda fila e lasciare gli affari di guerra al fratello Schneizel. Molto poco presente nella prima parte, nella seconda sarà coinvolto nel matrimonio combinato deciso da Schneizel tra lui e Tianzi, imperatrice della Federazione cinese, organizzato per estendere l'influenza della Britannia alla Federazione. Non è attratto dalla guerra e non mostra particolare risentimento per l'annullamento del suo matrimonio a causa dello scoppio della guerra civile in Cina. Sarà costretto con il Geass, insieme al resto della corte, a riconoscere Lelouch come Imperatore di Britannia. È doppiato in giapponese da Jin Yamanoi e in italiano da Mauro Gravina.

### Clovis La Britannia
Clovis La Britannia (クロヴィス・ラ・ブリタニア?, Kurovisu Ra Buritania) è il terzo principe di Britannia e governatore dell'Area 11. Personaggio ottuso e snob, ama le feste e dipingere. Ha un atteggiamento narcisistico ed egoista, dimostrato quando ordina di radere al suolo il ghetto di Shinjuku per nascondere le prove di aver condotto indagini su C.C. Dopo che i ribelli riescono a distruggere la maggior parte delle unità dell'esercito di Britannia, Clovis è costretto a consentire l'uso del Knightmare Frame sperimentale Lancelot. Viene ucciso da suo fratellastro Lelouch con un colpo di pistola, dopo aver usato su di lui il Geass e aver scoperto che Clovis non aveva informazioni riguardo alla morte della madre Marianne. È doppiato da Nobuo Tobita in giapponese e da Stefano Onofri in italiano.

### Cornelia Li Britannia
Cornelia Li Britannia (コーネリア・リ・ブリタニア?, Kōneria Ri Buritania) è la seconda Principessa imperiale in linea di successione al trono e terzo Governatore supremo dell'Area 11, titolo ottenuto dopo l'assassinio di Clovis. È inoltre la sorella maggiore di Euphemia Li Britannia, a cui è molto affezionata. Giovane donna forte e risoluta, ha abilità militari e strategiche degne di un Knight of Rounds. Si adopera in favore della politica espansionistica dell'Impero combattendo a bordo del suo personale Gloucester, e conduce diverse operazioni militari per ripulire l'Area 11 dai ribelli. Dopo la morte di Euphemia, trova la forza per fronteggiare i Cavalieri Neri nella Black Rebellion, durante cui scopre la vera identità di Zero, Lelouch, il quale emana il Geass su di lei sperando di scoprire la verità sulla morte della madre. Inerme, la Principessa contatta Suzaku, Cavaliere di Euphemia, e, raggiunta, lo nomina Cavaliere imperiale, fidandosi finalmente nonostante le origini giapponesi del ragazzo. Nella seconda stagione, Cornelia gira il mondo per scoprire di più sul Geass. Giunta alla base del Culto, viene catturata da V.V. prima e da Lelouch poi, ma riesce a fuggire. Si unisce in seguito a Schneizel in una guerra di ribellione contro l'Impero di Lelouch, ma l'alleato tradisce la sua fiducia e tenta, senza riuscirci, di ucciderla. Cornelia è doppiata da Junko Minagawa in giapponese e da Emanuela Baroni in italiano.

### Euphemia Li Britannia
Euphemia Li Britannia (ユーフェミアリブリタニア?, Yūfemia Ri Buritania) è la terza Principessa del Sacro Impero di Britannia e sorella minore di Cornelia. È una ragazza solare e di animo gentile, che disprezza lo scontro e ritiene di poter risolvere le divergenze con la comprensione e il dialogo invece che con la violenza. Viene nominata Vice Governatore generale dell'Area 11, e sceglie, come cavaliere personale, il ragazzo di cui è innamorata, Suzaku, con il quale inizia una relazione. La scelta del cavaliere non è approvata da Cornelia, per la quale Suzaku, nonostante abbia ottenuto la cittadinanza britanna e sia un soldato di straordinario valore, resta un Eleven; tuttavia, Euphemia vuole eliminare le discriminazioni verso gli Eleven, ergo propone la Zona ad Amministrazione Speciale Giappone. La morte di Euphemia tra le braccia del suo amato Suzaku segna profondamente il giovane ed è decisiva per il cambiamento caratteriale di lui. Euphemia è doppiata in giapponese da Omi Minami e in italiano da Letizia Scifoni.

### Nunnally Vi Britannia
Nunnally Lamperouge (ナナリー・ランペルージ?, Nanarī Ranperūji) è il nome assunto da Nunnally Vi Britannia (ナナリー・ヴィ・ブリタニア?, Nanarī Vi Buritania), sorella minore di Lelouch, amica d'infanzia di Suzaku e Principessa britanna. Nunnally è rimasta cieca e paraplegica dopo l'assassinio della madre. Protetta da Suzaku, che è anche il suo Consigliere, diventa Governatrice generale dell'Area 11, e decide di portare avanti il progetto ideato da Euphemia, ovvero istituire la Zona ad Amministrazione Speciale Giappone. Di carattere molto dolce e affabile, Nunnally tiene molto al fratello, ma, per gran parte della storia, è ignara del fatto che egli sia Zero. Ella è tanto legata anche a Suzaku, verso il quale prova qualcosa che va oltre la forte amicizia. Verso la fine, si schiera apertamente contro Lelouch, attualmente Imperatore dispotico, e Suzaku, il suo Cavaliere, ma poi arriva a comprendere i motivi che li hanno spinti ad agire così. In seguito alla morte di Lelouch, Suzaku, il nuovo Zero, resta a prendersi cura di lei. Nunnally è doppiata da Kaori Nazuka in giapponese e da Veronica Puccio in italiano.

### Schneizel El Britannia
Schneizel El Britannia (シュナイゼル・エル・ブリタニア?, Shunaizeru Eru Buritania) è il secondo Principe in linea di successione e Primo Ministro dell'Impero di Britannia. Uomo distinto, carismatico, cinico e spietato, è l'antagonista principale nell'ultima metà della seconda serie. Abile e perito stratega, Schneizel sostiene il progetto di Euphemia di creare la Zona ad Amministrazione Speciale Giappone, valutando che il piano avrebbe indebolito il supporto ai gruppi terroristi da parte degli Eleven, contribuendo così a pacificare la regione e a ripristinare l'ordine pubblico.
Durante l'invasione di Tokyo da parte dell'Ordine dei Cavalieri Neri, nella seconda serie, scopre la vera identità di Zero. Desideroso di ottenere un'arma potente da far valere nelle sue trame politiche, Scheizel assume Nina Einstein nella sua squadra di ricerca scientifica e ottiene il controllo della FLEIJA, un'arma nucleare dalla potenza spaventosa. In seguito sfrutta le informazioni in suo possesso su Zero e la devastazione causata dalla detonazione della FLEIJA per convincere i Cavalieri Neri a disertare il loro leader. Quando Lelouch uccide Charles ed assume il ruolo di nuovo Imperatore, Schneizel comincia a pianificare un confronto finale tra il Geass di Lelouch e la sua enorme fortezza galleggiante Damocles. Sfruttando il potere della Damocles e il terrore generato dalla FLEIJA, Schneizel ha intenzione di assurgere a dio del mondo, facendo rispettare la sua pace con la forza e la paura. Tuttavia, quando Lelouch e Suzaku riescono a sfondare le difese della Damocles, il primo riesce a piazzare il suo Geass su Schneizel, costringendolo a "servire Zero". Due mesi dopo, Schneizel, insieme ai delegati dell'Alleanza delle Nazioni Unite e ai Cavalieri Neri, è trasportato a Tokyo per l'esecuzione, ma viene liberato subito dopo la "scomparsa" di Lelouch. Durante l'epilogo, è mostrato a fianco del nuovo Zero, Suzaku Kururugi, come retaggio del Geass impostogli precedentemente da Lelouch. È doppiato da Norihiro Inoue in giapponese e da Francesco Bulckaen in italiano.

## Istituto Ashford
L'Istituto Ashford (アッシュフォード学園?, Asshufōdo Gakuen), situato a Tokyo, è una scuola riservata, con qualche eccezione, a studenti britanni. Le attività sono regolate dal Consiglio Studentesco (生徒会?, Seito kai), di cui fanno parte Milly Ashford, Lelouch, Suzaku, Kallen, Shirley Fenette, Rivalz Cardemonde, Nina Einstein, Nunnally e in seguito Rolo.

### Shirley Fenette
Shirley Fenette (シャーリー・フェネット?, Shārī Fenetto) è un membro del consiglio studentesco dell'istituto e del club di nuoto, molto innamorata di Lelouch. Shirley è una ragazza solare ed amichevole, senza pregiudizi, come dimostra accingendosi a stringere amicizia con Suzaku, nuovo studente verso cui, a causa delle sue origini giapponesi, quasi tutti i compagni dell'Ashford, inizialmente, assumono un atteggiamento ostile. Scoperto che dietro la maschera di Zero, l'assassino di suo padre (travolto dalla frana provocata a Narita dai Cavalieri Neri), si nasconde Lelouch, i sensi di colpa la tormentano. Lelouch la aiuta a superare la fase critica usando il Geass per cancellarle ogni ricordo che lo riguardi; così, Shirley dimentica addirittura di conoscerlo, ma si innamora ancora di lui. Riacquista i ricordi per effetto del Geass Canceler di Jeremiah Gottwald, e, perdonato Lelouch, decide di aiutarlo nella guerra da lui intrapresa contro l'Impero britanno; ne parla con Rolo, il quale, preoccupato dal fatto che la ragazza conosca la vera identità di Lelouch come Zero, la uccide.
Il doppiatore giapponese di Lelouch, Jun Fukuyama, commentando la serie per la versione home video trova Shirley sia una «ragazza votata all'amore a tutti i costi, l'amore in ogni modo». Mokona delle CLAMP, characters concept designers della serie, ha dichiarato che, dalla prima realizzazione, il design di Shirley è rimasto invariato. Parlando delle espressioni assunte dalla Fenette nell'opera televisiva grazie al characters designer Kimura, l'artista si è dimostrata sorpresa di scoprire che il personaggio potesse sfoderare uno sguardo tanto severo. Alla domanda su quale fosse stata, guardando l'anime, la situazione che più l'avesse impressionata, ha risposto che ce ne sono state diverse, però non può dimenticare gli episodi dedicati a Shirley. La scena sotto la pioggia, in cui Lelouch ricambia l'abbraccio di Shirley, è riuscita davvero bene, si è complimentata Mokona, che l'ha guardata un sacco di volte. Al ventinovesimo Anime Grand Prix, svoltosi durante il periodo di trasmissione di Code Geass, Shirley è risultata il diciannovesimo personaggio femminile degli anime più apprezzato dai lettori della rivista giapponese Animage. Nel febbraio del 2017, anno del debutto della versione cinematografica, Newtype l'ha classificata nona.
Shirley è doppiata in giapponese da Fumiko Orikasa, in italiano da Valentina Mari e Fabiola Bittarello (da bambina).

### Rivalz Cardemonde
Rivalz Cardemonde (リヴァル・カルデモンド?, Rivaru Karudemondo) è amico e compagno di scuola di Lelouch. Nel comitato studentesco svolge l'incarico di segretario. Era con Lelouch quando quest'ultimo ha incontrato il camion rubato da Kallen che conteneva C.C. È innamorato di Milly, ma i suoi sentimenti non sono ricambiati. È doppiato in giapponese da Noriaki Sugiyama e in italiano da Alessio Puccio.

### Milly Ashford
Milly Ashford (ミレイ・アッシュフォード?, Mirei Asshufōdo) è la nipote del preside dell'Istituto Ashford e la presidentessa del consiglio studentesco. Erede del casato degli Ashford e fidanzata del conte Lloyd Asplund, alla fine rinuncia a titolo e matrimonio per divenire annunciatrice televisiva. Ella sa che Lelouch è un membro della famiglia reale. È doppiata in italiano da Rachele Paolelli.

### Nina Einstein
Nina Einstein (ニーナ・アインシュタイン?, Nīna Ainshutain) è un membro del Consiglio degli Studenti. Riservata e timorosa, passa la maggior parte del suo tempo al computer. Né ricca, né di nobili origini, soffre di complessi d'inferiorità praticamente nei confronti di tutti. Ha tuttavia un alto QI e nella seconda serie entra a far parte della squadra del principe Schneizel. È doppiata in giapponese da Saeko Chiba e in italiano da Eva Padoan.

### Arthur
Arthur (アーサー?, Āsā) è un gatto randagio trovato da Euphemia e adottato poi dal consiglio studentesco dell'Istituto. Sembra non sopportare Suzaku, dato che lo morde di continuo, ma in un episodio gli salva la vita impedendo ad uno dei Cavalieri Neri di sparargli.

### Rolo
Rolo Lamperouge (ロロ・ランペルージ?, Roro Ranperūji) nella seconda serie viene presentato come fratello di Lelouch, al posto di Nunnally. In realtà è un agente dei servizi segreti britanni sotto il comando diretto del imperatore, incaricato di tenere Lelouch sotto sorveglianza e ucciderlo qualora questi dia prova di aver recuperato i suoi ricordi come Zero. Addestrato fin da bambino ad uccidere, per sua stessa ammissione considera l'omicidio "un'azione abituale, non diversa dal lavarsi i denti o mangiare". Possiede un Geass in grado di fermare la percezione del tempo delle persone intorno a lui, ma quando usa il suo potere il suo cuore smette di battere e per questo rischia di morire ogni volta che lo usa. Questa limitazione non gli permette di usare il suo potere per tempi troppo lunghi e ne mette a rischio la salute ad ogni utilizzo. Sarà proprio un infarto che lo porterà alla morte, dopo aver usato un gran numero di volte il suo Geass per permettere a Lelouch, tradito dall'ordine dei Cavalieri Neri, di fuggire dopo la battaglia di Tokyo. È doppiato in giapponese da Takahiro Mizushima e in italiano da Gabriele Patriarca.
Durante la pianificazione di Code Geass, Rolo era originariamente destinato ad essere un fratellastro di Lelouch e il suo aspetto fisico è progettato per essere un incrocio tra Lelouch e Nunnally.

## Fronte di Liberazione del Giappone
Il Fronte di Liberazione del Giappone (日本解放戦线?, Nihon Kaiho Sensen) è un'organizzazione clandestina di resistenza giapponese che combatte contro l'Impero di Britannia per la liberazione dell'Area 11. Nel periodo precedente alla storia, i suoi membri hanno affrontato numerose volte reparti della Britannia, con parziali successi. Con l'avvento di Cornelia li Britannia come governatore dell'Area 11, tuttavia, il governo iniziò a perseguitare i terroristi in modo più aggressivo. Dopo aver localizzato la base principale del Fronte in cima alle montagne giapponesi di Narita, Cornelia lo attaccò riuscendo quasi a distruggere l'intera organizzazione.

### Katase Tatewaki
Katase Tatewaki (片瀬帯刀?, Katase Tatewaki) è un generale e il leader del Fronte di Liberazione del Giappone. È un uomo rispettabile, competente e dalla grande intelligenza tattica. Katase appare per la prima volta durante la battaglia di Narita, quando, in inferiorità numerica, cerca di respingere gli attacchi di Cornelia e delle sue forze. Egli continua a tenere a bada gli avversari fino all'arrivo di Tōdō e delle Quattro Spade Sacre. Il Fronte è costretto a battere in ritirata; Katase si ritira quindi dalla battaglia insieme ad una parte dei membri del Fronte, stabilendosi su una nave al porto di Yokosuka. L'esercito di Britannia individua la loro posizione e continua l'offensiva. Nel frattempo Zero posiziona una bomba sotto la nave e la fa esplodere durante lo scontro, uccidendo Katase e buona parte del Fronte di Liberazione. È doppiato in giapponese da Takehiro Koyama.

### Kyōshirō Tōdō
Kyōshirō Tōdō (藤堂 鏡志朗?, Tōdō Kyōshirō) è il leader delle Quattro Spade Sacre e del Fronte di Liberazione del Giappone dopo la disfatta di Narita, in seguito alla quale Katase ed altri membri del movimento si trasferiscono al porto di Yokosuka. Detto "Tōdō dei miracoli" (奇跡の藤堂?, Kiseki no Tōdō), è il solo che riuscì a causare qualche perdita alla Britannia durante l'invasione del 2010. Fedelissimo al generale Katase, inizialmente decide di seguirlo nella morte lasciandosi giustiziare da Britannia, ma Zero lo libera dalla prigionia e gli ricorda i doveri nei confronti del Giappone. È doppiato in giapponese da Yūji Takada e in italiano da Roberto Draghetti.

### Quattro Spade Sacre
Le Quattro Spade Sacre (四聖剣?, Shi Seiken) sono una squadra che, con comandante il tenente colonnello Tōdō, combatté contro Britannia al tempo dell'invasione del Giappone da parte britanna. I quattro membri sono Nagisa Chiba (千葉 なぎさ?, Chiba Nagisa), unica donna del gruppo, Shōgo Asahina (朝比奈 省悟?, Asahina Shōgo), Ryōga Senba (せんば りょうが?, Senba Ryōga), il pilota più anziano, e Kōsetsu Urabe (うらべ こうせつ?, Urabe Kōsetsu). Alla fine della serie, solo il comandante Tōdō e Chiba rimarranno in vita.

## Ordine dei Cavalieri Neri
(Zero rivolto all'Ordine dei Cavalieri Neri)
L'Ordine dei Cavalieri Neri (黒の騎士団?, Kuro no Kishidan)) è un movimento di ribellione fondato da Zero per combattere contro l'Impero di Britannia. Zero definisce lui ed i membri dell'Ordine "paladini della giustizia", e si guadagna rapidamente un grande consenso tra la popolazione nipponica, sottomessa dalla Britannia. Il movimento si ingrandisce sempre di più, diventando una forza in grado di competere con l'esercito di Britannia. Alla fine della prima stagione, Lelouch dichiara la formazione degli Stati Uniti del Giappone, una nazione di accettazione e di tolleranza in cui tutti possono trovare rifugio. I Cavalieri Neri escono però malamente dal fallimento della Black Rebellion e perdono il loro leader Zero. Dopo aver riavuto i suoi ricordi all'inizio della seconda stagione, Lelouch forma un'alleanza di nazioni conosciute come Alleanza delle Nazioni Unite per combattere la Britannia, e l'Ordine dei Cavalieri Neri viene nominata sua principale forza militare. Dopo la scoperta dell'identità e del Geass di Zero, l'Ordine si oppone al suo leader, e quando Lelouch diventa imperatore di Britannia e prende in ostaggio i leader dell'Alleanza delle Nazioni Unite, i Cavalieri Neri si alleano con le forze di Schneizel per contrastare Lelouch.

### Kaname Ōgi
Kaname Ōgi (扇 要?, Ōgi Kaname) è il leader del movimento di resistenza giapponese, nucleo di quello che poi diventerà l'Ordine dei Cavalieri Neri con l'avvento di Zero. È il primo tra i Cavalieri Neri a nutrire delle perplessità nei riguardi di Zero, ma decide di seguirlo, riconoscendo che senza le sue abilità strategiche il gruppo sarebbe spacciato. In seguito alla battaglia di Narita trova Viletta Nu ferita e colpita da amnesia e si prende cura di lei, avendo intuito dai suoi borbottii che la donna potrebbe conoscere la vera identità di Zero. Tra Kaname e Chigusa, questo il nome con cui l'uomo chiama la donna ignorandone la vera identità, nasce un sentimento d'amore reciproco, fino a quando Viletta riacquista i suoi ricordi e abbandona Kaname per via della sua nazionalità. Alla fine comunque prevale l'amore e dopo gli eventi che conducono alla"scomparsa" di Lelouch i due si sposano e aspettano un bambino. È doppiato in giapponese da Mitsuaki Madono.

### Shinichirō Tamaki
Shinichirō Tamaki (玉城 真一郎?, Tamaki Shin'ichirō) faceva parte della resistenza giapponese insieme a Ōgi e Kallen, da prima che venisse capeggiata da Zero. È il combinaguai del gruppo, allegro e impulsivo, che agisce spesso senza riflettere. Le sue abilità da pilota di Knightmare Frame sono piuttosto mediocri. Shinichirō è totalmente devoto a Zero, e quando viene a conoscenza della sua identità si sente tradito dal suo leader. Il suo sogno è aprire un bar, e alla fine ci riuscirà. È doppiato in giapponese da Kazunari Tanaka  e Nobuyuki Hiyama e in italiano da Stefano Crescentini.

### Rakshata Chawla
Rakshata Chawla (ラクシャータ・チャウラー?, Rakushāta Chaurā) è una scienziata indiana che appoggiava segretamente il gruppo di Kyoto prima di unirsi ai Cavalieri Neri e progettare le loro armi. Fuma continuamente una pipa e percepisce come rivali Lloyd e Cecile. Ha creato il Guren MK-II e la sua arma Fukushahadō, lo Shinkiro per Zero, ed il Gefjun Disturber (ゲフィオンディスターバー?, Gefion Disutābā), un generatore di campo di forza che disabilita tutto ciò che è alimentato dal minerale sakuradite nel suo campo di azione. È doppiata da Masayo Kurata in giapponese e da Antonella Baldini in italiano.

### Diethard Ried
Diethard Ried (ディートハルト・リート?, Dītoharuto Rīto) è un giornalista che inizialmente lavora per una televisione britanna. Decide poi di allearsi con Zero perché sogna di documentare una grande rivoluzione, e diventa così colui che si occupa dello spionaggio e della diffusione di notizie, fornendo quindi anche un potere mediatico ai Cavalieri Neri. Nonostante possieda qualche indizio sull'identità di Zero e sul suo potere, decide di rimanergli fedele. Solo quando Lelouch viene smascherato di fronte ai leader dell'Ordine si schiera apertamente dalla parte di Schneizel, decidendo che i piani del principe sono più interessanti di quelli di Zero. Viene ucciso da Schneizel sotto il controllo del Geass di Lelouch. Prima di morire chiede a Lelouch di usare il Geass su di lui, ma il ragazzo risponde affermando che Diethard non ne è nemmeno degno. È doppiato da Jōji Nakata in giapponese e da Massimo Bitossi in italiano.

### Kaguya Sumeragi
Kaguya Sumeragi (皇 神楽耶?, Sumeragi Kaguya) appartiene alla prestigiosa organizzazione giapponese nota come Casa di Kyoto (キョウト六家?, Kyōto Rokuka). Da bambina era molto viziata, ma in seguito ha sviluppato grande intelligenza e senso pratico. Entra a far parte dell'Ordine dei Cavalieri Neri, e si autoproclama moglie del leader Zero. Stringe amicizia con la Tianzi, Imperatrice cinese. Nella seconda serie diventa la prima presidentessa dell'Alleanza degli Stati Uniti. Conosce il vero volto di Zero quando questo sale al trono come Lelouch Vi Britannia, novantanovesimo Imperatore del Sacro Impero di Britannia. È doppiata da Mika Kanai in giapponese e da Joy Saltarelli in italiano.

### Naomi Inoue
Naomi Inoue (井上直美?, Inoue Naomi) è un membro dei Cavalieri Neri. Come i suoi compagni, anch'ella inizialmente non sa bene se fidarsi o meno di Zero, dato che egli non toglie mai la maschera e non mostra, perciò, il suo volto. Viene uccisa durante la Black Rebellion.

## Esercito di Britannia

### Lloyd Asplund
Lloyd Asplund (ロイド・アスプルンド?, Roido Asupurundo), Conte di Britannia, è uno scienziato dell'esercito imperiale, nonché creatore del Lancelot e di tutte le sue versioni successive. È un tipo bizzarro e perennemente allegro, più adatto ad avere a che fare con i macchinari che con le persone. Per fare un esempio, definisce Suzaku "un devicer", come se il ragazzo facesse integralmente parte del Knightmare. Decide di sposare Milly, in un matrimonio combinato, per poter mettere le mani sul Knightmare Frame appartenuto all'imperatrice Marianne, ora in possesso della famiglia Ashford; tuttavia, Milly interrompe la relazione forzata. Lloyd è molto acuto, ma totalmente privo di tatto, cosa che gli costa spesso delle strigliate da parte della sua assistente Cecile, e una volta perfino un pugno da Suzaku. Ha un rapporto di rivalità con Rakshata, la scienziata che è entrata a far parte dell'Ordine dei Cavalieri Neri; i due hanno lavorato insieme, in passato, e la donna continua da allora a chiamare l'altro con il soprannome dispregiativo di "Conte Budino" (プリン伯爵?, Purin Hakushaku). Lloyd è doppiato da Tetsu Shiratori in giapponese e da Davide Quatraro in italiano.

### Cecile Croomy
Cecile Croomy (セシル・クルーミー?, Seshiru Kurūmī) è l'assistente del conte Lloyd ed ha il grado di maggiore dell'esercito britanno, ma si occupa essenzialmente di lavoro d'ufficio; l'unica volta che la si vede alla guida di un Knightmare Frame è nell'ultimo episodio della prima metà della serie. Fa parte della sezione tecnologica dell'esercito ed è in continua polemica con il suo capo, Lloyd. Dolce e gentile, mostra subito un atteggiamento assai materno nei confronti di Suzaku, ma è anche innamorata di lui. È doppiata da Kikuko Inoue in giapponese e da Francesca Manicone in italiano.

### Jeremiah Gottwald
Jeremiah Gottwald (ジェレミア・ゴットバルト?, Jeremia Gottobaruto) è un membro dell'esercito della Britannia, pilota di Knightmare Frame e discendente da una famiglia di conti, anche se il suo titolo nobiliare è quello di margravio. Appartiene alla fazione dei Puristi, un movimento politico e militare che si oppone al sistema dei britanni onorari — cittadini originari delle aree che si sono arruolati nell'esercito e per questo godenti di privilegi speciali — sostenendo che né la società né l'esercito di Britannia dovrebbero avere al loro interno degli stranieri. Decide di fare di Suzaku Kururugi un capro espiatorio per la morte del principe Clovis, ma cade in disgrazia in seguito alla liberazione dell'ostaggio da parte di Zero, che usa il suo Geass su Jeremiah, in un episodio rimasto famoso come "scandalo di Orange". Perde dunque il suo status nobiliare e viene ridotto a semplice pilota di Knightmare Frame, mentre i suoi superiori e colleghi si riferiscono a lui, deridendolo, col nomignolo di "Orange". Desideroso di recuperare il suo status, Jeremiah cerca in ogni modo di catturare o uccidere Zero, ma viene ridotto in fin di vita dopo uno scontro con Kallen durante la battaglia di Narita.
Il suo corpo viene trasformato in cyborg dalla squadra scientifica dell'esercito britanno, che si occupa di condurre esperimenti segreti sul Geass e il Code-R. Ricompare quindi nella seconda serie con un corpo e un armamento potenziato e dotato di un Geass Canceller, un dispositivo in grado di annullare l'effetto di qualunque Geass. Viene inviato da V.V. a uccidere Lelouch, ma dopo aver scoperto che è il figlio di Marianne — a cui era devoto e che era morta mentre lui era guardia imperiale, senza che fosse in grado di proteggerla — passa dalla sua parte. Con la sua Giga Fortress, Siegfried e il suo potere, si rivela un alleato prezioso per Lelouch e l'Ordine dei Cavalieri Neri nella lotta contro Britannia. Dopo aver sconfitto Anya Alstreim in combattimento usa il Geass Canceller per ripristinare i suoi ricordi. Durante l'attuazione dello Zero Requiem affronta Suzaku travestito da Zero, ma lo lascia passare, dimostrando di conoscere i dettagli del piano architettato da Lelouch. Alla fine della serie, viene mostrato in una fattoria a coltivare arance, che sorride felice insieme ad Anya. È doppiato da Ken Narita in giapponese e da Roberto Certomà in italiano.

### Villetta Nu
Villetta Nu (ヴィレッタ・ヌゥ?, Viretta Nū) è il braccio destro di Jeremiah Gottwald all'interno della fazione dei Puristi. È una giovane donna severa ed aggressiva, che desidera fare carriera all'interno delle gerarchie militari per ottenere un titolo onorifico da tramandare ai suoi discendenti. È una delle prime persone su cui Lelouch emana il Geass ordinandole di consegnargli il Southerland. Dopo la caduta in disgrazia di Jeremiah, Villetta è tra i pochi a rimanergli fedele. Decisa a non fare la stessa fine del collega, inizia a fare delle ricerche su Zero, partendo dall'unico ricordo sbiadito che ha di Lelouch. Riesce quindi a risalire allo studente, ma, quando si accinge a catturarlo, viene ferita con un colpo di pistola da Shirley, che tenta di proteggere il ragazzo di cui è innamorata. Persa conoscenza e colpita da amnesia, Villetta viene soccorsa da Ohgi, che le dà il nome di "Chigusa" (チグサ?). Con lui, la giovane donna trascorre un periodo felice, durante il quale i due si innamorano. In seguito, Villetta recupera la memoria e spara ad Ohgi, colpevole di essere giapponese, senza però ucciderlo. Nella seconda stagione, ha ottenuto il titolo di Baronessa e si finge un'insegnante di educazione fisica dell'Istituto Ashford per tenere d'occhio Lelouch, su ordine dell'Imperatore Charles. Viene poi ricattata da Lelouch, consapevole della relazione della Britanna con Ohgi, e costretta perciò ad entrare a far parte dell'Ordine dei Cavalieri Neri. Verso la fine della serie, si riunirà ad Ohgi, dal quale aspetterà un bambino e che sposerà. Con i suoi occhi a mandorla ed i capelli lunghi, Villetta è uno dei personaggi preferiti dall'animatore e character designer della serie Takahiro Kimura. La Nu è doppiata da Akeno Watanabe in giapponese e da Federica Bomba in italiano.

### Gilbert G. P. Guilford
Gilbert G. P. Guilford (ギルバート・G・P・ギルフォード?, Girubāto Jī Pī Girufōdo) è uno dei cavalieri personali della Principessa Cornelia e a lei fedelissimo. Alla fine della storia resterà coinvolto nell'esplosione del FLEIJA e apparentemente perderà la vita. È doppiato da Yoshiyuki Kono in giapponese e da David Chevalier in italiano.

### Andreas Darlton
Andreas Darlton (アンドレアス・ダールトン?, Andoreasu Dāruton) è l'altro cavaliere personale delle principessa Cornelia e il leader dei Glaston Knights (グラストンナイツ?, Gurasuton Naitsu), un reparto d'élite dell'esercito britanno. Come quasi tutti i britanni, crede nel darwnismo sociale e nella superiorità della Britannia rispetto agli altri popoli, ma sa anche riconoscere le persone di valore, qualunque sia la loro nazionalità, come quando applaude sinceramente alla nomina di Suzaku a cavaliere di Euphemia. Durante la prima battaglia di Tokyo, Darlton viene ucciso dal Gawain di Zero. È doppiato da Kiyoyuki Yanada in giapponese e da Alessandro Rossi in italiano.

### Knight of Rounds
I Knight of Rounds (ナイトオブラウンズ?, Naito obu Raunzu) sono un gruppo di cavalieri al servizio diretto dell'Imperatore di Britannia, e agiscono in suo nome. Sono in totale dodici. Costituiscono l'élite militare del Sacro Impero di Britannia e in quanto tali operano al di fuori degli standard militari britanni, godendo anche di grande autorità e di numerosi privilegi. Prendono il nome dai cavalieri della Tavola rotonda presenti nel ciclo arturiano. Dopo la sua ascesa al trono, Lelouch ha creato un titolo speciale, il Knight of Zero, ideato specificatamente per Suzaku Kururugi, che è stato in questo modo classificato come un cavaliere molto superiore agli altri Knight of Rounds.

#### Bismarck Waldstein
Bismarck Waldstein ( ビスマルクヴァルトシュタイン?, Bisumaruku Vuarutoshutain) è il Knight of One, leader dei Knight of Rounds e il cavaliere più potente del mondo. In quanto tale è nominato dall'Imperatore in persona e può richiedere di governare una zona coloniale a sua scelta in tutto l'Impero. Bismarck pilota abitualmente il Galahad, ma è molto abile anche nel combattimento corpo a corpo con la spada, come dimostra quando difende l'imperatore Charles dal tentato assassinio di Suzaku. Nonostante il suo status sociale e le sue abilità in combattimento, ritiene comunque che la guerra dovrebbe essere usata come ultima risorsa, e crede anche che la violenza cieca sia ingiusta. Bismark possiede un Geass che gli permette di vedere nel futuro per qualche secondo. Il sigillo appare nel suo occhio sinistro, che è cucito per impedirgli di usarlo quando non è necessario. Lo si vede utilizzare il Geass soltanto alcune volte durante il suo combattimento contro Suzaku. Egli afferma anche di aver usato il suo Geass solo un'altra volta precedentemente, contro Marianne.
Durante la seconda battaglia di Tokyo, conduce assieme al Knight of Ten, Luciano Bradley, l'esercito imperiale contro le forze della Federazione Cinese guidate da Li Xingke. Xingke riesce a tenere testa al cavaliere, che si complimenta con lui per le sue abilità nel pilotare lo Shen Hu. Nel corso del tentato colpo di Stato attuato da Schneizel contro il padre Charles Bismark interviene per fermare Suzaku dall'assassinare l'imperatore. Dopo la morte dell'imperatore Charles e l'ascensione di Lelouch al trono, Bismarck attacca la capitale di Britannia, Pendragon, al comando di altri tre Knight of Rounds. Dopo che Suzaku riesce a decimare le forze britanne, uccidendo tra l'altro due cavalieri, il Knight of Four Dorothea Ernst e il Knight of Twelve Monica Kruszewski, Bismarck interviene personalmente nella battaglia a bordo del Galahad, attivando anche il suo Geass. Grazie ad esso Waldstein riesce a prevedere i movimenti di Suzaku sul suo Lancelot Albion e a metterlo in seria difficoltà. Tuttavia, sfruttando il Geass precedentemente impostogli da Lelouch, il ragazzo supera l'abilità di Bismarck, tagliando in due il suo Knightmare e uccidendolo. È doppiato in giapponese da Sōmei Uchida e in italiano da Fabrizio Pucci.

#### Gino Weinberg
Gino Weinberg (ジノ・ヴァインベルグ?, Jino Vainberugu) è il Knight of Three e pilota del Tristan. Fa la sua prima apparizione nell'episodio 1 della seconda serie. Ha origini aristocratiche. Allegro, si iscrive all'Istituto Ashford per divertirsi. Gino ha un atteggiamento molto espansivo ed amichevole, soprattutto nei riguardi di Suzaku, che abbraccia sempre. In seguito all'ascesa al trono britanno di Lelouch, si ritrova a combattere contro Suzaku, schierato con il nuovo Impero; si chiede per che cosa valga la pena lottare, se finora sia stato dalla parte del giusto. Così, si unisce ai Cavalieri Neri, per combattere l'Impero che aveva sempre sostenuto. Nella battaglia tra i fedeli ed i ribelli guidati da Schneizel, si batte ancora con Suzaku, ma viene rapidamente sconfitto. Gino è doppiato in giapponese da Sōichirō Hoshi e in italiano da Simone Crisari.

#### Anya Alstreim
Anya Alstreim (アーニャ・アールストレイム?, Ānya Ārusutoreimu) è il Knight of Six e pilota del Mordred. È una ragazza di 15 anni mite, silenziosa e piuttosto apatica, apparentemente priva di senso comune. La vediamo spesso con Suzaku e Gino. Nel suo cellulare annota tutto quello che le accade e conserva numerose fotografie per non dimenticare: come dice lei stessa a Suzaku, non rammenta perché nove anni fa abbia cominciato a registrare tutto nel suo telefonino, né il periodo precedente, e anche adesso i suoi ricordi non coincidono; Suzaku intuisce subito che l'amnesia della ragazzina è dovuta al Geass dell'Imperatore Charles. Infatti, spiega successivamente Marianne al figlio Lelouch, quando era solo una bambina Anya arrivò a corte per imparare le buone maniere; assistette all'assassinio di Marianne, che, prima di morire, usò il suo Geass per trasferire la propria coscienza nel cuore della piccola, i cui ricordi furono cancellati dall'Imperatore. A volte, lo spirito di Marianne si risveglia, destabilizzando il Knight of Six; arriva anche a possedere la quindicenne, che però, quando riprende conoscenza, non ricorda nulla. Anya appare nel primo episodio della seconda stagione. Parte per l'Area 11 con Suzaku e Gino, ed è una delle guardie del Governatore Nunnally durante l'inaugurazione della Zona ad Amministrazione Speciale Giappone, riproposta, appunto, da Nunnally. Anya si schiera con Schneizel durante la battaglia del Monte Fuji. Nella guerra contro il nuovo Imperatore Lelouch ed il suo cavaliere Suzaku, la quindicenne affronta Jeremiah Gottwald, distruggendo il corpo esterno del Sutherland Sieg avversario; tuttavia, l'opponente usa il Sutherland che era situato all'interno del primo Knightmare in attacco kamikaze, che danneggia pesantemente il Mordred. Jeremiah è pronto ad uccidere Anya, ma decide di risparmiarle la vita dopo che l'avversaria gli dice di non avere una buona memoria: rendendosi conto che la giovane è sotto l'influenza del Geass, Jeremiah annulla il potere di Charles con il suo Geass Canceler, restituendo i ricordi al pilota del Mordred. Due mesi dopo, Anya è tra coloro che devono essere giustiziati per aver combattuto contro Lelouch, ma dopo che Suzaku, dietro la maschera di Zero, trafigge a morte l'Imperatore, la ragazzina viene liberata insieme a tutti gli altri prigionieri. È doppiata in giapponese da Yūko Gotō e in italiano da Letizia Ciampa.

#### Luciano Bradley
Luciano Bradley (ルキアーノ·ブラッドリー?, Rukiāno Buraddorī) è il Knight of Ten. Conosciuto anche come "il vampiro di Britannia", è un uomo violento e conflittuale, che si diverte a provocare senza motivo chiunque, inimicandosi in tal modo anche numerosi membri dei Knight of Rounds. Egli mostra poca cura per le vite che distrugge, a prescindere dal fatto che appartengano ad amici o nemici. In realtà, il motivo principale per il quale combatte è perché gli piace uccidere le persone, anche a costo di sacrificare i propri alleati. Egli è solito portare con sé dei grandi coltelli, che è abile a lanciare. Ferocemente fedele all'Impero di Britannia, non porta rispetto per nessuno, nemmeno ai membri della Famiglia imperiale, obbedendo però a tutti gli ordini dei suoi superiori. Pilota il Percival ed ha anche il comando di un'unità speciale dell'esercito, lo Squadrone Valkyria, formato da quattro giovani donne che pilotano dei Vincent di colore rosa.
Luciano Bradley appare per la prima volta poco prima della formazione dell'Alleanza degli Stati Uniti. Durante la Battaglia di Kagoshima, Luciano distrugge un certo numero di Knightmare dei Cavalieri Neri, e cerca anche di distruggere il Da Longdan lanciando un velivolo Britanno danneggiato contro di esso, che però viene intercettato da Li Xingke a bordo del suo Shen Hu. Dopo aver scoperto che Zero e alcune unità di Cavalieri Neri sono a Tokyo, chiede il permesso a Bismarck Waldstein di dirigersi anche lui verso la città, per uccidere personalmente Zero. Dopo che il Mordred riesce a fermare lo Shinkiro, Luciano tenta di uccidere Zero, ma prima che pabbia la possibilità di attaccare, giunge Kallen a bordo del Guren Seiten, la quale riesce a fermare il suo attacco. Luciano decide quindi di impegnarsi in uno scontro faccia a faccia contro Kallen. La ragazza distrugge facilmente gli armamenti del Percival e colpisce successivamente il Knightmare, distruggendolo e uccidendo di conseguenza anche Luciano. È doppiato in giapponese da Atsushi Kisaichi e in italiano da Alessandro Quarta.

#### Monica Kruszewski
Monica Kruszewski (モニカ·クルシェフスキー?, Monika Kurushefusukī) è il Knight of Twelve. Appare per la prima volta a bordo della nave ammiraglia dell'Imperatore Charles, la Gran Britannia. Durante la battaglia contro il nuovo Impero, si scontra con Suzaku, che la uccide. Monica è doppiata da Laura Lenghi.

#### Nonette Enneagram
Nonette Enneagram (ノネット·エニアグラム?, Nonetto Eniaguramu) è il Knight of Nine. È una persona spensierata ed ha una personalità molto franca. Nell'anime, compare brevemente insieme a Suzaku e agli altri Knight of Rounds. Ha frequentato la scuola militare con Cornelia.

### Kanon Maldini
Kanon Maldini (カノンマルディーニ?, Kanon Marudīni) compare solo nella seconda serie. Conte e militare di Britannia, è un subalterno del Principe Schneizel, appare sempre al suo fianco. Seguito Suzaku per ordine di Schneizel, sospettoso che quello avesse rapporti con Zero, viene a conoscenza della vera identità del capo dei Cavalieri Neri. Tenta dunque senza successo di arrestare Lelouch. Nella guerra tra il nuovo Impero dell'ultimo e gli ostili guidati da Schneizel, Kanon resta al fianco del secondo, e quando il sovrano britanno usa il Geass sul condottiero ribelle, che diventa un servo di Zero, viene catturato. Si salva dall'esecuzione pubblica grazie a Suzaku, che, travestito da Zero, uccide l'Imperatore. Kanon è doppiato in italiano da Andrea Mete.

## Federazione Cinese

### Li Xingke
Li Xingke (リー・シンクー?, Rī Shinkū, 黎星刻S, Lí XīngkèP) è un membro dell'esercito della Federazione Cinese. Nell'Area 11 con l'ambasciata della sua nazione, decide di collaborare momentaneamente con il ribelle Zero, grazie al quale ha avuto la possibilità di disfarsi di uno dei parassitici Grandi Eunuchi, i veri responsabili politici della Cina, ma, una volta sdebitatosi, intende opporvisi. Dopo l'esilio dell'Ordine dei Cavalieri Neri, espatriati nella Federazione Cinese, si ribella agli Eunuchi, i quali, tuttavia, si avvalgono delle sue doti per affrontare Zero, nemico comune. Muovendo il popolo cinese alla rivolta contro i Grandi Eunuchi, Zero riesce a porre fine ad una dura battaglia, e si allea con Xingke. In seguito al suo allontanamento dai Cavalieri Neri ed alla sua ascesa al trono britanno, Xingke guida, a bordo dello Shen Hu, l'attacco dell'Ordine dei Cavalieri Neri contro l'Avalon del giovane Imperatore. Viene catturato insieme al resto dell'organizzazione, ma torna in libertà dopo che Suzaku uccide Lelouch. Xingke è un combattente e uno stratega formidabile, anche se soffre di una malattia per cui sputa sangue mentre tossisce. È doppiato da Hikaru Midorikawa in giapponese e da Fabio Boccanera in italiano.

### Jiang Lihua
Jiang Lihua (チェン・リーファ?, Jen Rīfa, 蒋麗華S, Jiǎng LíhuáP) è la giovane Imperatrice della Federazione cinese. I suoi sudditi le si rivolgono con l'appellativo di Tianzi (天子? pinyin:Tiānzǐ, lett. "Figlio del Cielo"), titolo tradizionalmente assegnato a tutti gli Imperatori cinesi. Come tale, è inizialmente segregata all'interno del palazzo della Città Proibita, mentre il governo è amministrato dai Grandi Eunuchi (大宦官?, Daikangan), a spese del popolo. Buona amica di Kaguya Sumeragi, la Tianzi è una ragazza molto timida e riservata. Sembrerebbe essere affetta da albinismo per via degli occhi rossi e dei capelli bianchi. È doppiata da Tamaki Matsumoto in giapponese e da Giulia Franceschetti in italiano.

### Zhou Xianglin
Zhou Xianglin (周香凛,ジョウ·チャンリン?, Jo Chanrin) è un membro della Federazione cinese. Aiutante militare di Xingke, è a conoscenza della sua malattia. Quando quello è impegnato in battaglia, ella supervisiona la catena di comando all'interno della sua unità. Come lui, anche Xianglin si allea con i Cavalieri Neri. In Italia, è doppiata da Monica Bertolotti.

## Altri personaggi

### Sayoko Shinozaki
Sayoko Shinozaki (篠崎 咲世子?, Shinozaki Sayoko) è una donna giapponese che fa da cameriera a Lelouch e Nunnally Lamperouge nella loro residenza. È molto leale nei confronti di Lelouch e lo sostiene in ogni sua decisione. Lelouch sembra fidarsi molto di lei poiché Sayoko è la prima persona, all'interno dei Cavalieri Neri, a cui Lelouch rivela la sua identità e una dei pochi a sapere dello Zero Requiem. Verso la fine della prima stagione Sayoko viene reclutata nell'Ordine dei Cavalieri Neri da Diethard Ried come spia. Nella seconda stagione Sayoko ritorna dalla Federazione cinese, essendo fuggita lì con Diethard Ried e Rakshata Chawla dopo la fallita ribellione dell'anno precedente. Sovrintende alla consegna delle navi utilizzate per trasportare il milione di cittadini giapponesi vestiti da Zero. Con l'aiuto di una maschera installata con un commutatore vocale digitale, successivamente funge da controfigura per Lelouch all'Ashford Academy mentre il ragazzo è via. Durante la seconda battaglia di Tokyo, conduce una missione con Rolo per rapire Nunnally, solo per essere apparentemente catturata nel raggio dell'esplosione della bomba FLEIJA. Tuttavia, sia lei che Nunnally riescono a fuggire e finiscono con Schneizel. Quando l'Avalon viene abbordata dai Cavalieri Neri, Lelouch le ordina di rilasciare gli ostaggi dell'UFN con il pretesto di tradirlo. In seguito viene imprigionata insieme a Rakshata, Nina Einstein e Cécile Croomy, ma viene successivamente liberata. È doppiata da Satomi Arai in giapponese e da Valeria Vidali in italiano.

### Mao
Mao (マオ?) è un orfano cinese che, quando era piccolo, ha ottenuto da C.C. il potere di leggere nei pensieri della gente e da quel momento prova un amore ossessivo nei confronti della strega. Purtroppo non è in grado di schermare il suo potere, e nell'area di 500 metri è costretto ad ascoltare i pensieri di tutti i presenti, cosa che l'ha portato ad impazzire. Quando Shirley si reca sulla tomba del padre morto durante la battaglia di Narita, Mao usa il suo Geass e comprende la situazione sentimentale della ragazza. Decide dunque di sfruttarla per liberarsi di Lelouch, visto come un rivale da eliminare per arrivare a C.C. Il suo piano però fallisce quando Shirley non riesce a sparare al suo amato e Mao viene infine ingannato con uno stratagemma da Lelouch e giustiziato da un plotone di poliziotti sotto il controllo del Geass di Lelouch. Creduto morto, ricompare invece qualche tempo dopo, deciso a vendicarsi. Presa in ostaggio Nunnally, sfida Lelouch ad un "duello mortale" a scacchi, con in palio la vita della sorella. Alla fine esce sconfitto grazie all'astuzia di Lelouch e all'abilità di Suzaku. Morirà per mano di C.C., che tuttavia, come lei stessa esprime, gli era affezionata. È doppiato da Takeshi Kusao in giapponese e da Marco Vivio in italiano.

### V.V.
V.V. (ヴイツー?, Vui Tsū, pronuncia "V two") è il fratello gemello dell'imperatore Charles zi Britannia. Ottenuto in giovane età il potere del Code, smette di invecchiare e diviene immortale. Dona a Charles il potere del Geass, stipulando con lui il patto di "distruggere tutti gli dèi che fanno combattere gli uomini tra loro" e creare un mondo libero dalla menzogna. È lui a commissionare l'assassinio della madre di Lelouch, Marianne, geloso delle attenzioni che le rivolgeva Charles. Una volta interrogato in proposito dal fratello, però, nega il suo coinvolgimento, rompendo quindi la promessa fatta all'imperatore, che da allora intenderà ucciderlo. In seguito morirà a causa delle ferite riportate nello scontro con Lelouch, poiché l'imperatore, rinunciando al Geass, si appropria della sua immortalità impedendo a queste di rimarginarsi. È doppiato da Kazato Tomizawa in giapponese e da Federico Bebi in italiano.

### Signora Kozuki
È una donna giapponese, madre naturale di Kallen e Naoto, nati dalla relazione con il nobile di stirpe britanna Stadtfeld. Lavora come inserviente nella villa in cui la figlia abita con il padre e la moglie dell'uomo. Kallen non ha alcuna stima per la genitrice, la quale si ostina a restare facendosi umiliare; tuttavia, dopo aver scoperto la dipendenza della madre dal Refrain, una droga che le provoca allucinazioni riportandola addirittura al periodo in cui il primogenito Naoto era ancora in vita, la ragazza capisce che la donna è rimasta per restare al suo fianco. In italiano, la signora Kozuki è doppiata da Rita Baldini.

## Personaggi dei manga spin-off

### Rolo Vi Britannia
Rolo Vi Britannia (ロロ・ヴィ・ブリタニア?, Roro Vui Buritania) è uno degli antagonisti principali del manga Code Geass: Nightmare of Nunnally, il gemello di Lelouch, nonché fratello maggiore di Nunnally. Pilota il Knightmare Frame Vincent. Il suo Geass è conosciuto come "The Ice" e ha il potere di congelare il tempo, inglobando le vittime in uno strato di ghiaccio. Esso funziona solo per un certo intervallo temporale, chiamato Territorio Assoluto. Rolo venne allontanato dalla madre Marianne quando era ancora bambino, a causa della superstizione secondo cui principi gemelli portano sfortuna. I suoi due fratelli, pertanto, non sapevano della sua esistenza. Conosciuto come il Cardinale dell'Ordine del Geass, Rolo ha intenzione di uccidere Lelouch e Nunnally per impossessarsi dei loro poteri e diventare, con essi, il vero "Re Demone", rovesciando l'Imperatore Charles Zi Britannia. Rapisce quindi Nunnally, ma Lelouch e Suzaku uniscono le forze per liberare la loro cara. Si scopre poi che Rolo venne creato artificialmente dai DNA di Charles e Marianne; egli è geneticamente instabile, come gli altri Irregolari, e ciò lo porta alla morte.

### Mariel Lubie
In Code Geass: Suzaku of the Counterattack, uno dei brevi manga spin-off della serie anime, Mariel Lubie sostituisce Cecile Croomy come collaboratrice di Lloyd. In questa storia, manca anche il personaggio di Euphemia, e Suzaku condivide un legame profondo con Mariel. Uno si preoccupa molto per l'altra, e viceversa. Pure sul lavoro, Mariel si dimostra molto premurosa nei confronti di Suzaku, di cui prende sempre le difese. Improvvisa anche un appuntamento con lui per convincere Lloyd a concedergli una pausa.

### Renya
Renya (連夜?, Renya) è il protagonista della serie manga Code Geass: Renya of Darkness. Lo rivediamo in Code Geass: Lelouch of the Rebellion Re, che presenta, su carta, la versione definitiva della storia dell'anime Code Geass. Renya è un ragazzo di diciassette anni dal cuore gentile, abita nel Villaggio Dimenticato e studia le arti del ninjutsu. Era l'erede al trono della sua famiglia, prima che il Villaggio Nascosto, dove il giovane viveva, fosse invaso ed egli dovesse a rifugiarsi con il suo amico d'infanzia Angie presso il Villaggio Dimenticato. Dash, interessato alla Pietra Santa di Renya, per cui aveva ucciso il padre di quello, fa in modo che il Geass di cui viene in possesso il protagonista sia per quest'ultimo una maledizione: l'incontrollato potere conferisce a Renya un braccio meccanico che prosciuga la vita delle vittime; inoltre, il Geass costringe il suo detentore a nutrirsi dell'energia vitale altrui. Nel videogioco giapponese Code Geass: Genesic Re;Code, Renya è doppiato da Koki Uchiyama.

### Dash
Dash (ダッシュ?, Dasshu) è l'antagonista di Code Geass: Renya of Darkness. Possessore di un Geass che gli permette di risucchiare la forza vitale altrui, può inoltre conferire il potere dei Knightmare Frames. Normalmente appare come una persona molto tranquilla, non ama combattere e preferisce che i suoi compagni vadano d'accordo l'uno con l'altro. Condivide un sentimento affettuoso con Reifu C.C. La maggior parte delle volte, è invece indifferente verso i suoi alleati, e raramente mostra qualche emozione. Interessato alle Pietre Sante, uccise il padre di Renya, insegue quest'ultimo e vi fa affiorare il Geass (conferito da Reifu C.C.) come una maledizione.